# Елена Троянская (картина Сэндиса)
«Еле́на Троя́нская» — картина английского художника-прерафаэлита Фредерика Сэндиса, созданная в 1867 году. В настоящее время картина находится в собрании Художественной галереи Уокера в Ливерпуле.
На картине представлена Елена, дочь Зевса и Леды, супруга царя Менелая. Эта роковая женщина, считавшаяся самой прекрасной на земле, стала причиной начала Троянской войны. Живописцы множество раз обращались к образу Елены, не исключая и прерафаэлитов, в частности Данте Габриэля Россетти, Фредерика Лейтона, Эвелин де Морган.
Сэндис создаёт портрет Елены Троянской с рыжими волосами, характерной чертой для многих из его женских образов (например, Марии Магдалины), красивыми классическими чертами лица, ясными глазами — в рамках канона красоты, идеализированного автором. При этом его Елена несет в себе возвышенный образ роковой женщины, приведшей к войне и её трагическому концу. Сэндис создал своё полотно через четыре года после того, как свой образ Елены создал Данте Габриэль Россетти. В результате между художниками стало нарастать напряжение, поскольку Россетти считал, что Сэндис занимается плагиатом его работ (это касалось не только «Елены Троянской», но и «Марии Магдалины»).